# Waldemar Żarski
Waldemar Żarski – polski filolog, dr hab. nauk humanistycznych, profesor nadzwyczajny Instytutu Filologii Polskiej Wydziału Filologicznego Uniwersytetu Wrocławskiego.

## Życiorys
Obronił pracę doktorską, 2 grudnia 2008 habilitował się na podstawie pracy zatytułowanej Książka kucharska jako tekst. Był zatrudniony na stanowisku profesora nadzwyczajnego w Instytucie Filologii Polskiej na Wydziale Filologicznym Uniwersytetu Wrocławskiego, oraz rektora w Państwowej Wyższej Szkole Zawodowej w Koszalinie.